# Stadion Miejsko-Gminny w Nowych Skalmierzycach
Stadion Miejsko-Gminny – wielofunkcyjny stadion w Nowych Skalmierzycach, w Polsce. Obiekt powstał w okresie międzywojennym. Może pomieścić 2000 widzów. Swoje spotkania rozgrywają na nim piłkarze klubu Pogoń Nowe Skalmierzyce.

## Historia
W 1921 roku powstał klub sportowy Pogoń Nowe Skalmierzyce. Swoje boisko urządził na terenie przekazanym przez dziedzica Śliwnik, Wincentego Niemojowskiego. W latach 1927–1928 boisko to rozbudowano, tworząc nowy stadion zainaugurowany 17 czerwca 1928 roku. Już kilka lat później kierownictwo miejscowego KPW postanowiło rozbudować stadion, którego ponownego otwarcia dokonano 2 lipca 1933 roku.
W latach 50. XX wieku na stadionie jeździli żużlowcy klubu Kolejarz Skalmierzyce, startujący w ligowych rozgrywkach motocykli przystosowanych.